# 银光柳
银光柳（学名：Salix argyrophegga）为杨柳科柳属的植物，是中国的特有植物。分布在中国大陆的四川、西藏等地，生长于海拔2,100米至3,000米的地区，一般生于山区，目前尚未由人工引种栽培。